# طوني قهوجي
طوني قهوجي (21 يوليو 1966-)، مخرج تلفزيوني لبناني.

## حياته ومشواره المهني
ولد في بيروت ،درس هندسة الديكور في المعهد العالي في بيروت وكان يهوى الرسم، سافر بعد ذلك إلى بريطانيا لدراسة الإخراج في إحدى جامعات جامعة لندن، أخرج بعدها الكثير من الفيديوكليبات لعدة فنانين وبرامج عدة لكثير من القنوات، شغل منصب مدير الشؤون الفنية المؤسسة اللبنانية للإرسال التي كانت نقطة الانطلاقة إضافة للكثير من المهرجانات والحفلات.

## تبنيه للمواهب
عام 2007 بعد تتويج شذى حسون بلقب ستار أكاديمي الموسم الرابع قام بتبنيها وإدارة أعمالها لعامين بعد ذلك وقع خلاف بينهما وصل إلى قاعات المحاكم، بعدها أشيعت أخبار عن تبنيه لموهبة سارة فرح لكن لم تكن صحيحة. 

## فيديو كليبات
- فين أيامك،وردة الجزائرية 1995
- نص القلب، نوال الزغبي
- دخيلو،فارس كرم
- عشقتك،فضل شاكر
- يا أهل الخير،معين شريف
- آخر غرام، نفسي تفهمني، عينك، حبيبي عود أمل حجازي
- تشكرات، فلة (مغنية)
- روح، مزعلني، عشاق، ابن بلادي (سمالله) ،لو الف مرة شذى حسون
- الله على الدنيا، سيدي منصور، عز الحبايب صابر الرباعي
- سهرت الليل ،نجم عالي، جورج وسوف
- قربني منك،دقة قلبك، كارول صقر
- لاما خلصت الحكاية (مجموعة فنانين)
- بحلم بعينيك، لو بس بصلي، يارا (مغنية)
- قصة بطل، وائل كفوري
- كلو منك،باسكال مشعلاني وإحسان المنذر
- رح يبقى الوطن ملحم بركات ونجوى كرم
- ارتاح، ميريام فارس
- يوم واحد أروى
- على مين، خان وعد
- غرامي، وانا فبيروت، حايرة، على الله،عمر و رافي
- عليم الله،سيمون حدشيتي
- هما يومين،فادي حرب

## أعماله

### علىالمؤسسة اللبنانية للإرسال
- بيبسي ميوزيكا ،ال بي سي
- يا ليل يا عين ، ال بي سي
- هاي هي الغنية، ال بي سي
- الوادي، ال بي سي
- نورت الدار،ال بي سي
- ليلة حلم ال بي سي
- الليلة ليلتك، ال بي سي
- ديو المشاهير (1-3) ، ال بي سي
- ستار أكاديمي ( 1-11) ،ال بي سي
- ميشن فاشن، أل بي سي
- مسابقة ملكة جمال لبنان، ال بي سي
- حفلات راس السنة، ال بي سي
- حفل توزيع جوائز الموريكس دور الدورة 22، ال بي سي

### علىإم بي سي
- شكلك مش غريب، إم بي سي 4 وإم بي سي مصر، 2014

### علىقناة النهار (مصر)| قناة النهار المصرية
- deal or no deal

### علىقناة الجديد
- قول يا ملك
- الزعيم
- غنيلي تا غنيلك(إشراف)

### علىتلفزيون دبي
- صوت الجيل الجديد (برنامج تلفزيوني)

### فوازير ومسرحيات
- السيدة، كارول سماحة 2013[7]
- فوازير ميريام 2010

## روابط خارجية
- طوني قهوجي على موقع قاعدة بيانات الأفلام العربية